# NGC 6037
NGC 6037 (другие обозначения — MCG 1-41-9, ZWG 51.31, NPM1G +03.0495, KCPG 480A, PGC 56947) — галактика в созвездии Змея.
Этот объект входит в число перечисленных в оригинальной редакции «Нового общего каталога».